# 歌時代II
《歌時代II》是台灣歌手張信哲於2018年9月28日所發行的音樂翻唱專輯，是其个人第37张大碟。

## 发布
2018年10月10日，张信哲带着该专辑的黑胶唱片在北京举办音乐会。《歌时代II》只发行了了15000张黑胶唱片，无法收回制作成本，但张信哲表示其在意的是音乐信仰，而不追求商业目标。

## 曲目
| 曲序 | 曲名         | 作曲          | 作詞               | 編曲          | 注釋                     |
| 01   | 我好想你     | 吳青峰        | 吳青峰             | 伍敬彬        | 原唱为吴青峰             |
| 02   | 十點半的地鐵 | 劉錦澤        | 于歌               | 伍敬彬        | 原唱为刘锦泽             |
| 03   | 以後別做朋友 | 周興哲        | 吳易緯             | 伍敬彬        | 原唱为周兴哲             |
| 04   | 終於等到你   | 董冬冬        | 陳曦               | 伍敬彬        | 第二波主打，原唱为张靓颖 |
| 05   | 記得         | 林俊傑        | 易家揚             | 伍敬彬        | 原唱为张惠妹             |
| 06   | 一生所愛     | 盧冠廷        | 唐書琛             | 伍敬彬 李嘉強 | 原唱为卢冠廷             |
| 07   | 有一個人     | 黎允文        | 許少榮             | 伍敬彬 李嘉強 | 原唱为Syl Chan，Jenny Ho |
| 08   | 有情世間     | 李繽          | 俞白眉 李繽 李叔同 | 伍敬彬        | 首波主打，原唱为邓超     |
| 09   | 末班車       | 李偉菘        | 馬崧惟             | 伍敬彬        | 原唱为萧煌奇             |
| 10   | 信仰         | 易家揚 陳耀川 | 陳耀川             | 伍敬彬        |                          |